# Остров Расторгуева
Остров Расторгу́ева — остров в России в Красноярском крае. Входит в архипелаг Каменные острова, находящийся в Пясинском заливе Карского моря, восточнее острова Восточный Каменный. Их разделяет пролив Алексеева шириной около 9,2 км.
Является частью Большого Арктического заповедника — крупнейшего в России, и одного из самых больших в мире. Длина острова 16 км, ширина в среднем 3 км. К северо-востоку находится остров Долгий, к юго-востоку Моржово. Восточнее него — острова Зверобой и Большой Лабиринтовый. От крайней южной точки острова Расторгуева до материка (берега Петра Чичагова) — 27,2 км.
Назван в честь исследователя Степана Расторгуева, участвовавшего в Русской полярной экспедиции в 1902 году.